# Ehrenhof (Schloss)

Ehrenhof des Schlosses Charlottenburg in Berlin

Der Ehrenhof (franz. Cour d’honneur) ist der vom Corps de Logis und den Seitenflügeln dreiseitig umschlossene Empfangshof, der im französischen Schlossbau der Renaissance entwickelt worden war und vor allem für symmetrische Schlossanlagen des Barock charakteristisch ist. Die vierte Hofseite wird häufig von einem Gitter oder einer Mauer mit Toreinfahrt in der Mittelachse begrenzt. Die Bezeichnung leitete sich von der Tatsache ab, dass der Zugang zum Schloss über den Hof in der Regel nur besonderen Würdenträgern gestattet war.
Ehrenhöfe wurden als Repräsentationselement später auch in weiteren Profanbauten realisiert. Die Marineschule Mürwik erhielt einen Ehrenhof zur Wasserseite, auf dem ursprünglich eine Statue Kaiser Wilhelms II. stand, der 1910 den Bau im Stil der Ordensburg Marienburg für die Marine errichten ließ. Ein weiteres Beispiel ist die Neue Reichskanzlei in Berlin, ein Beispiel der Architektur in der Zeit des Nationalsozialismus. Auch das neue Bundeskanzleramt in Berlin hat einen Ehrenhof zum Empfang von Staatsgästen.

Beispiele
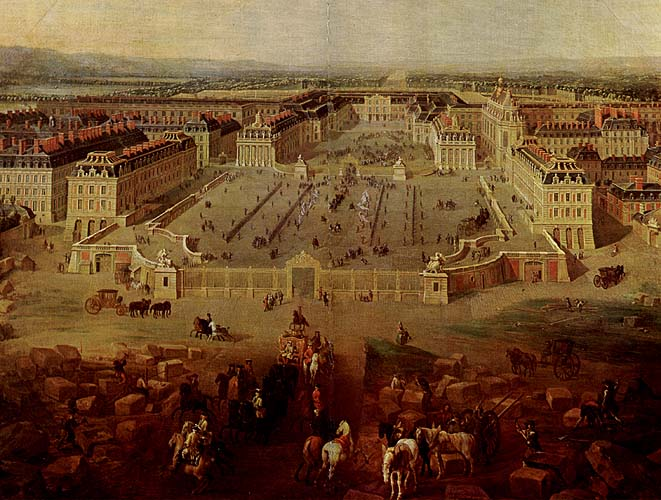
Das Schloss Versailles besaß 1722 zwei Ehrenhöfe
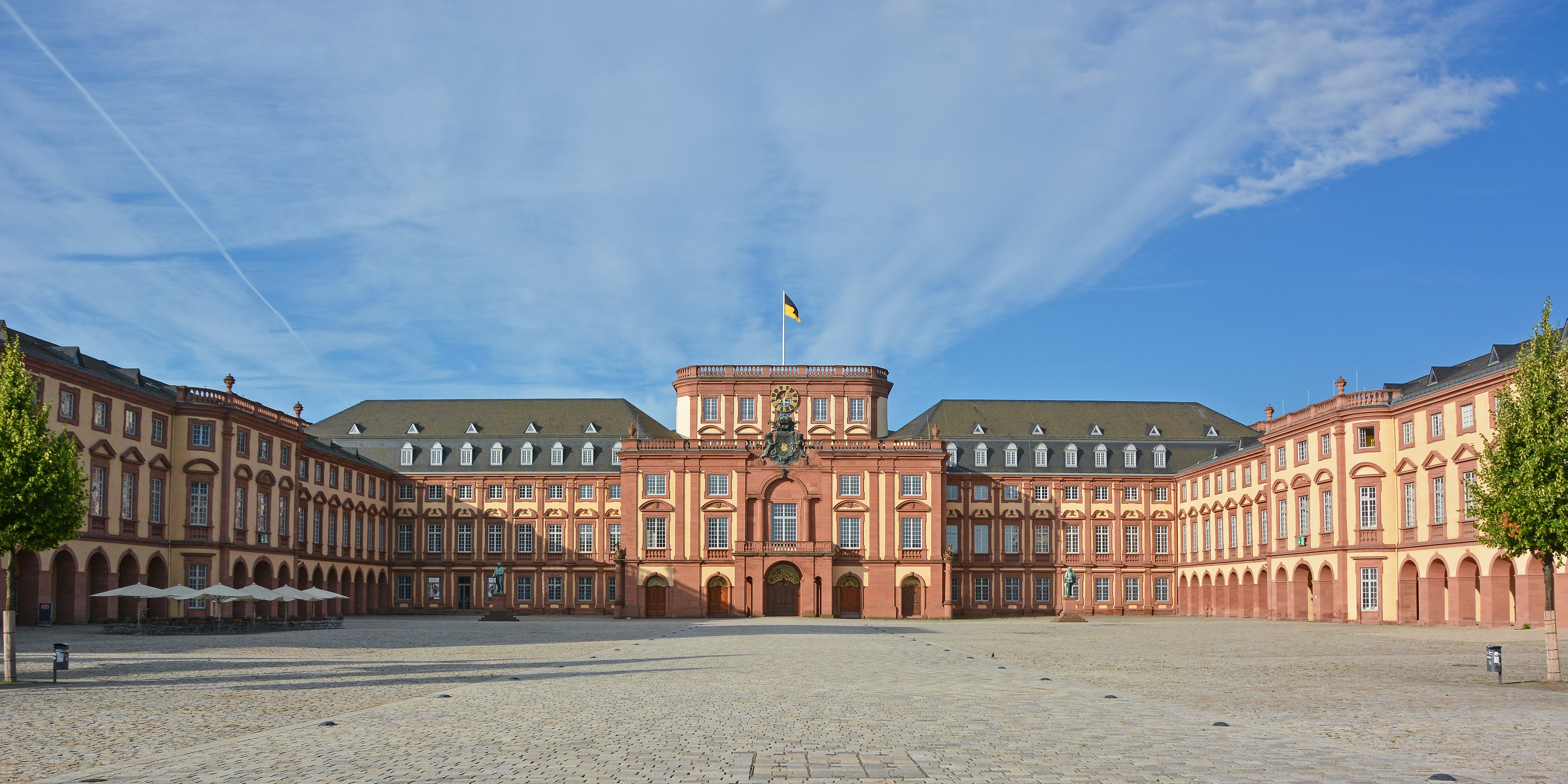
Ehrenhof des Mannheimer Schlosses
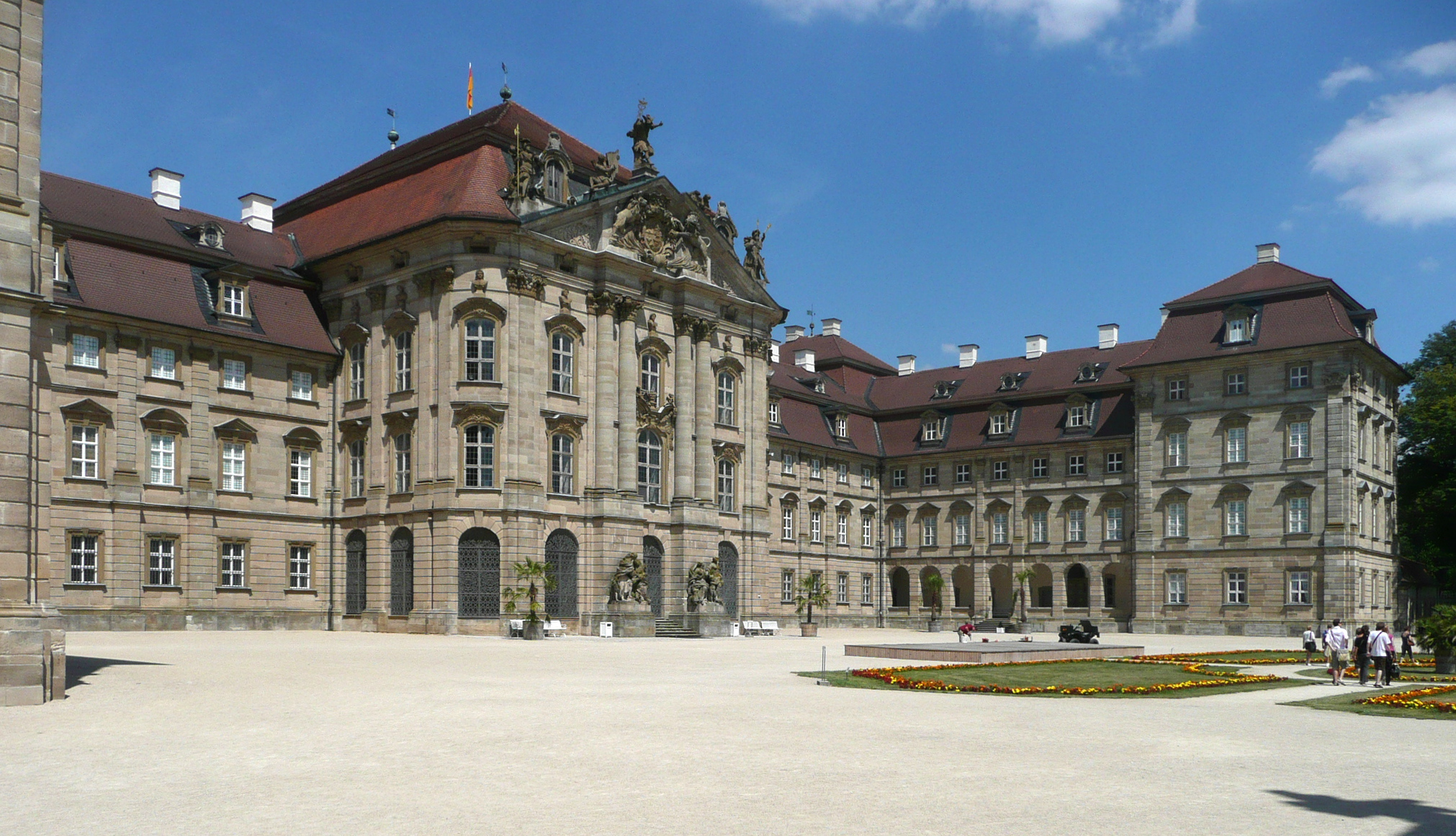
Ehrenhof des Schlosses Weissenstein bei Pommersfelden
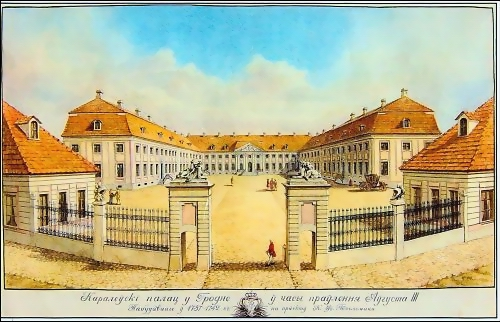
Ehrenhof des Neuen Schlosses in Grodno
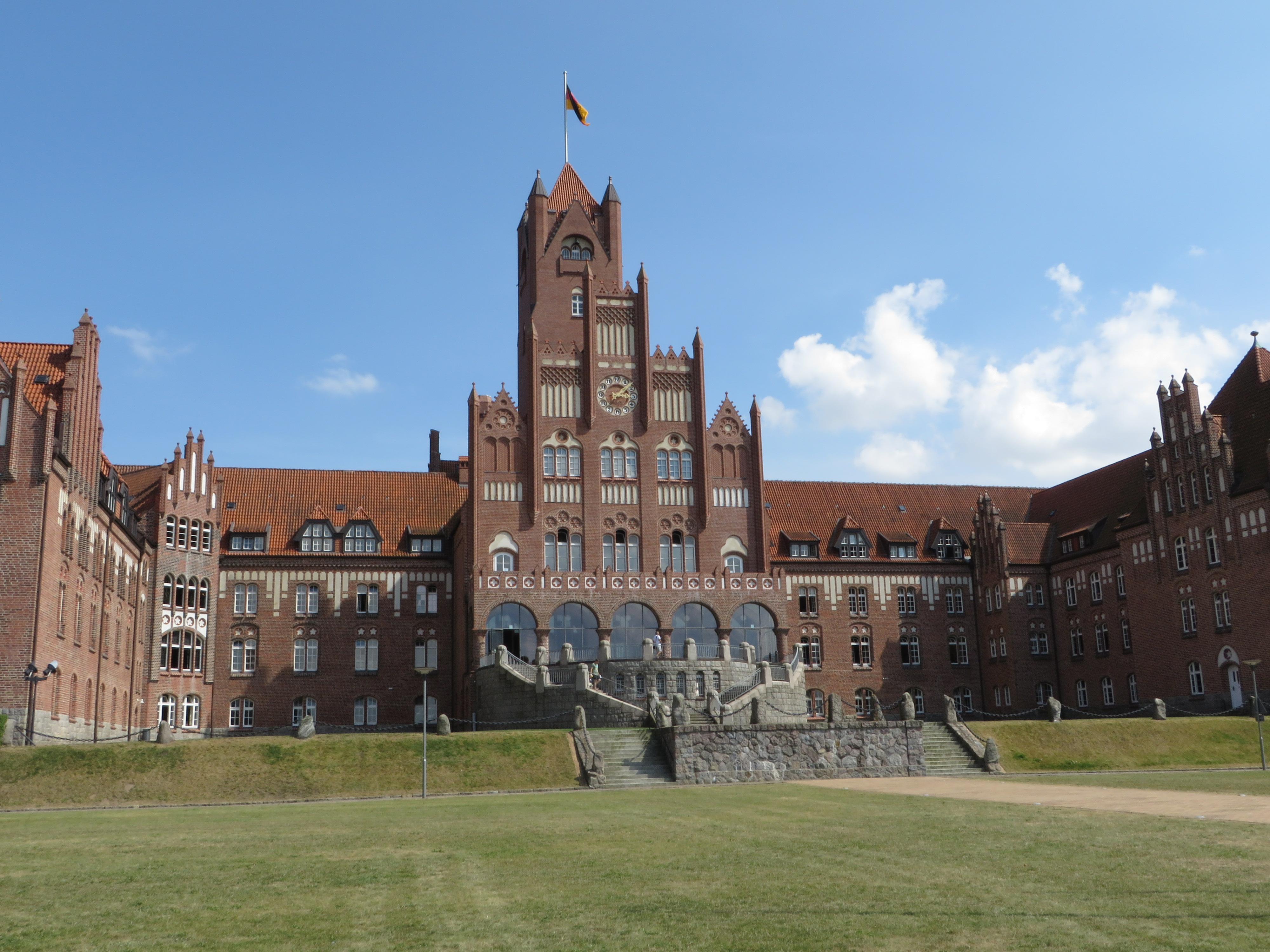
Ehrenhof der Marineschule Mürwik, dem Roten Schloss von 1910